# 瓦礫の街〜SEEK FOR LOVE
『瓦礫の街〜SEEK FOR LOVE』（がれきのまち〜シーク・フォー・ラブ）は、1990年5月21日に発売されたGRASS VALLEYの5枚目のアルバム。

## 解説
「原始と未来〜プロローグ」（Instrumental）と「原始と未来～エピローグ～」の2曲を単独で編曲を手がけた上領亘（ドラム）在籍時最後のアルバム。

## 収録曲
全編曲：GRASS VALLEY（特記以外）
1. 原始と未来〜プロローグ〜 (Instrumental)
作曲･編曲:上領亘
2. THE VOICES OF FATHER（血を流さない神の声）
作詞:出口雅之　作曲:本田恭之
3. 灰色のオリオン
作詞:出口雅之　作曲:上領亘
4. WARRIOR
作詞:出口雅之　作曲:本田恭之
5. イカルスの落下 (Blood & Blue sky)
作詞:出口雅之　作曲:西田信哉
6. この道を抜けろ
作詞:出口雅之　作曲:上領亘
7. ドラゴン
作詞:出口雅之　作曲:本田恭之
8. 1990
作詞:出口雅之　作曲:根本一朗
9. メリーゴーランド
作詞:出口雅之　作曲・ヴォーカル:根本一朗
10. TURN TO SCARLET
作詞･作曲:出口雅之
11. 原始と未来〜エピローグ〜
作詞:出口雅之　作曲･編曲:上領亘
12. 瓦礫の詩人
作詞･作曲:出口雅之